# Gästehaus des Ministerrates der DDR

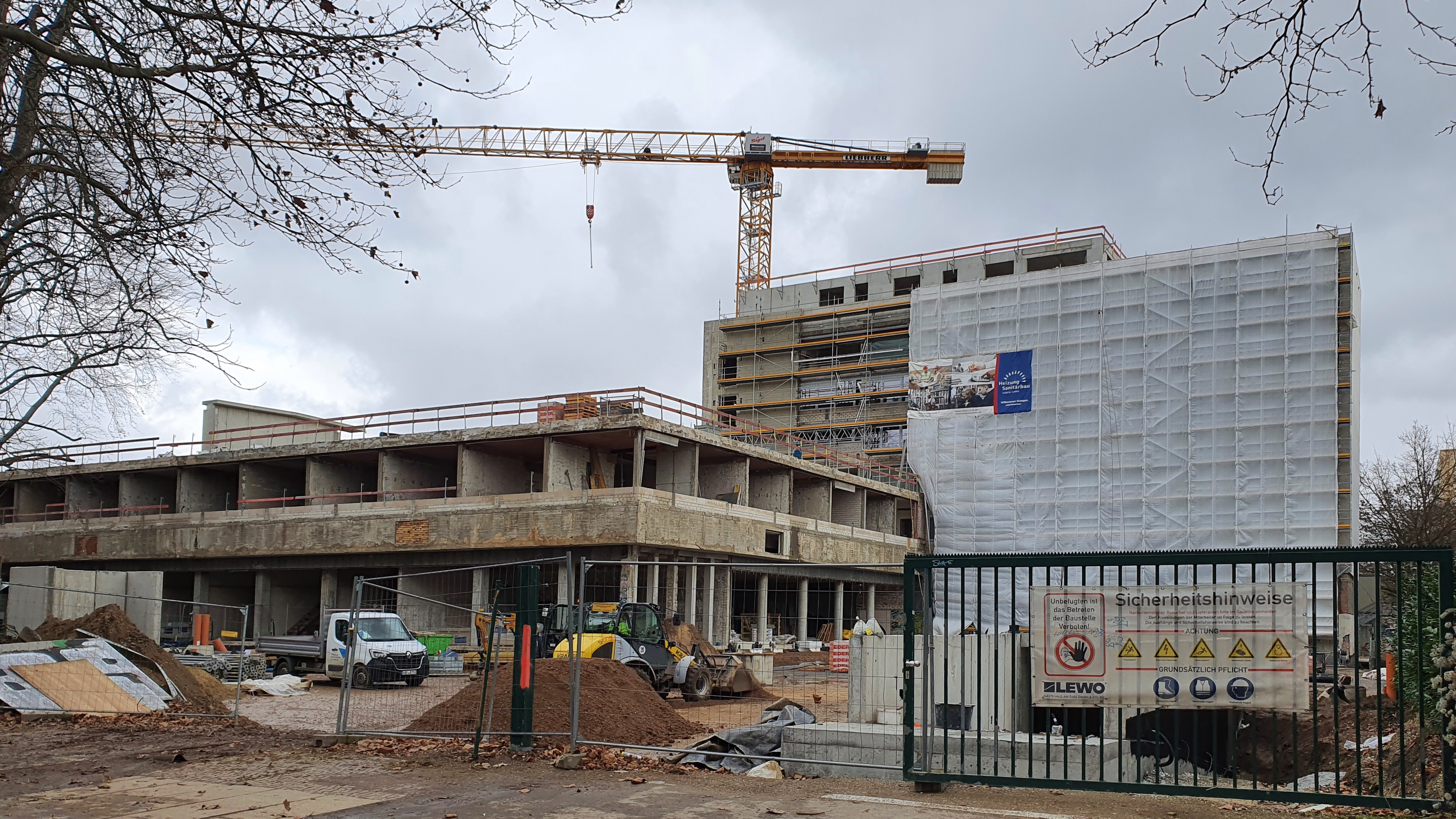
Das ehemalige Gästehaus in Leipzig, Schwägrichenstraße 14 (2022)

Das Gästehaus des Ministerrates der DDR ist ein 1969 eröffneter Gebäudekomplex im Leipziger Musikviertel. Er war von seiner Eröffnung bis zum Ende der Deutschen Demokratischen Republik die besonders gesicherte offizielle Herberge für Staats- und Parteifunktionäre sowie ausländische Staatsgäste der DDR. Nach der Wiedervereinigung diente das Gebäude noch bis 1995 unter dem Namen Gästehaus am Park als Hotel und stand danach mehr als zwei Jahrzehnte leer. Seit 2020 wird das unter Denkmalschutz stehende Gebäude umfassend saniert und soll danach zu Wohnzwecken dienen.

## Lage und Gestalt
Das ehemalige Gästehaus liegt auf einem Grundstück in westlicher Randlage des Leipziger Musikviertels, das von der Schwägrichen-, Haydn- und Karl-Tauchnitz-Straße begrenzt wird. Der Komplex liegt gegenüber dem Clara-Zetkin-Park in unmittelbarer Nähe zur Galopprennbahn Scheibenholz. Er besteht aus einem zweigeschossigen Flachbau mit zwei Innenhöfen und einem sechsgeschossigen Hochbau mit dem Haupteingang zur Schwägrichenstraße.

## Geschichte

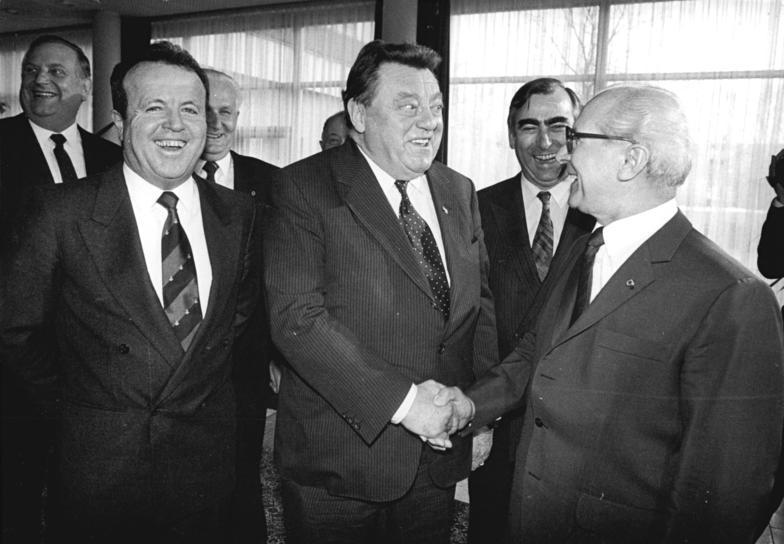
Franz Josef Strauß und Erich Honecker zur Frühjahrsmesse 1987 im Gästehaus

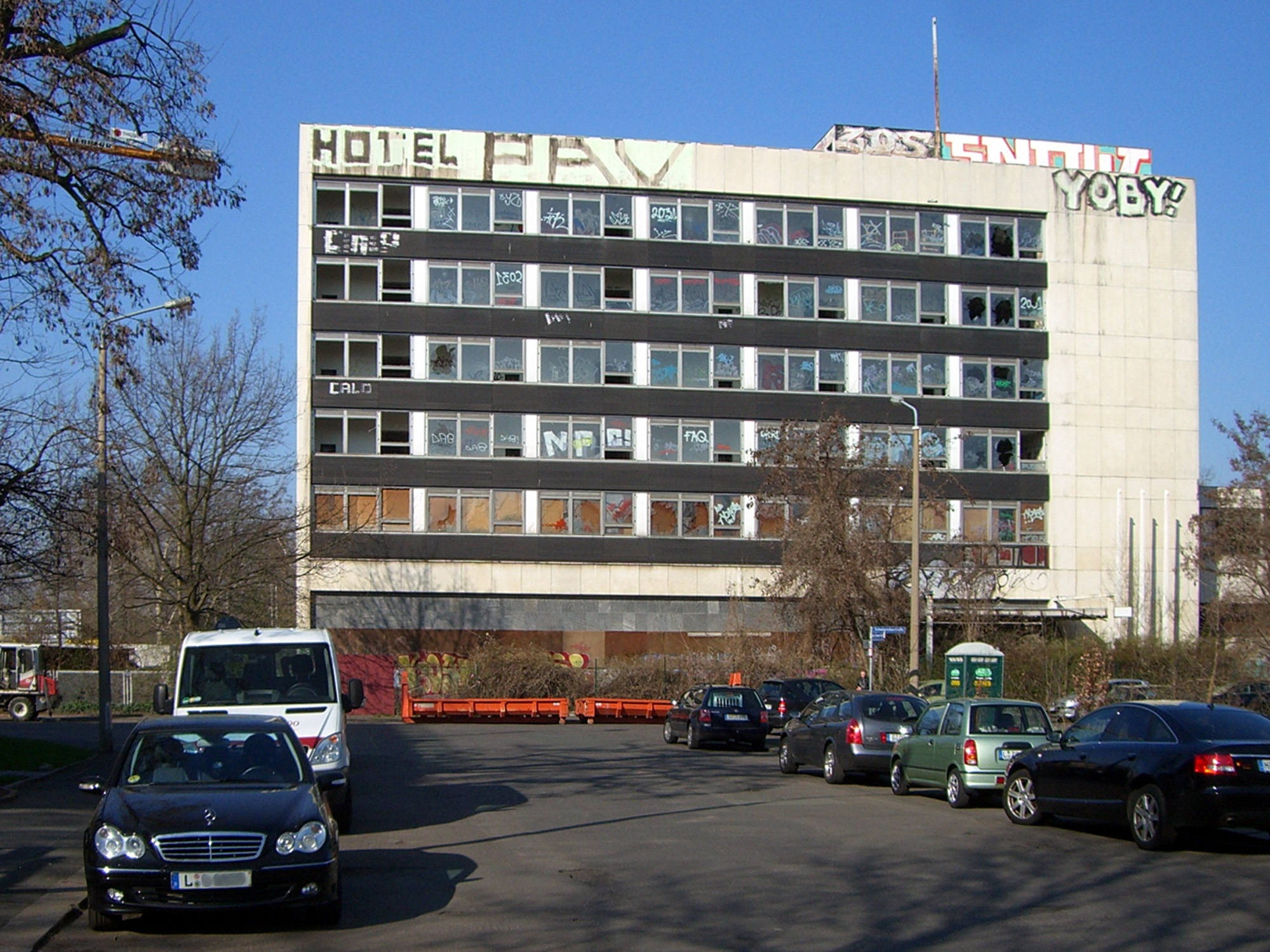
Das Gebäude von Osten (2010)

Leipzig hatte als bedeutendste Messestadt der DDR eine besondere Stellung. Zweimal im Jahr fanden hier die großen Universalmustermessen statt – sie waren als wichtiger Ort des Ost-West-Handels wichtige „Devisenbringer“ für die DDR. Deswegen war ein repräsentatives Gästehaus für die politisch Verantwortlichen von besonderem Interesse. Der Komplex auf dem 13.000 Quadratmeter großen Grundstück wurde in den 1960er-Jahren vom damaligen Staatsratsvorsitzenden Walter Ulbricht (1893–1973) in Auftrag gegeben, vom Architekten Wolfgang Scheibe (1928–2006) entworfen und 1969 eröffnet. Von den sechs Vorgängerbauten waren fünf ganz oder teilweise bei den Luftangriffen im Zweiten Weltkrieg zerstört worden. Die Lage im ruhigen, teilweise kriegszerstörten Leipziger Musikviertel, abseits der Innenstadt und großer Verkehrswege und mit Parkblick, ermöglichte eine ruhige Atmosphäre und besondere Sicherheit. Das Gästehaus war für die Öffentlichkeit nicht zugänglich und wurde vom Ministerium für Staatssicherheit abgeschirmt und intensiv überwacht. Die Staatssicherheit wählte auch die Handwerker für Ausbesserungsarbeiten oder Reparaturen im Gebäude aus. Außerdem wurden Bewohner von Nachbargebäuden überprüft. Im Gästehaus gab es mehrere Foyers, Repräsentationsappartements, Speise-, Kino- und Konferenzsäle. Es diente insbesondere zu Messezeiten den Mitgliedern des Politbüros und des Ministerrates und anderen höheren Funktionären als Unterkunft und Beratungszentrum.
Mit der Auflösung der DDR ging das Gebäude in den Besitz der Treuhandanstalt über und wurde unter dem Namen Gästehaus am Park als Hotel betrieben, bis 1995 das Grundstück samt Gebäude für 20 Millionen Mark an die Hamburger Restaurant-Kette Block verkauft wurde. Ursprünglich sollte der Komplex abgerissen und anschließend ein Luxushotel mit einem Investitionsvolumen von 100 Millionen Mark errichtet werden. Daher ließ der neue Eigentümer sämtliches Inventar am 15. Juli 1995 versteigern – darunter auch den runden Tisch, an dem 1983 die Verhandlungen über den Milliardenkredit für die DDR stattgefunden hätten. Er wechselte für 10.000 Mark den Besitzer. Der US-amerikanische Dokumentarfilmer Michael Moore (* 1954) drehte an diesem Tag mit versteckter Kamera. Zum ursprünglich geplanten Neubau kam es jedoch nicht. Der anschließende Leerstand, Vandalismus und mehrere Brände verschlechterten den Zustand weiter und das Gebäude verfiel zusehends, sodass noch 2015 ein Abriss erwogen wurde.
Nach dem Verkauf an einen Leipziger Vermögensverwalter begannen 2020 die Umbau- und Sanierungsarbeiten zu Wohnzwecken. Dabei sollen die Fassade rekonstruiert werden und die Grundrisse weitgehend erhalten bleiben. Auch die etwa 400 Quadratmeter große Eingangshalle mit Atrium im Flachbau werde restauriert, ebenso das erhalten gebliebene Wandrelief von Bernhard Heisig (1925–2011).

## Trivia
- Frühere Mitarbeiter berichteten, dass sich Erich Honecker bei seinen Besuchen im Gästehaus gern ein gut gekühltes DAB-Dosenbier und stets die Frankfurter Allgemeine Zeitung bringen ließ.[6]
- Ende der 1970er-Jahre wurde das Haus für einen Besuch des iranischen Schahs Mohammad Reza Pahlavi (1919–1980) ausgestattet. Kurz vor dem geplanten Besuch wurde der Schah jedoch gestürzt.[7]
- Hartnäckig hält sich das Gerücht, in einem unterirdischen, abhörsicheren Bunker des Gästehauses hätten 1983 Erich Honecker (1912–1994) und Alexander Schalck-Golodkowski (1932–2015) 1983 mit Franz Josef Strauß (1915–1988) den ersten Milliardenkredit an die DDR ausgehandelt. Tatsächlich fanden die Verhandlungen zwischen Strauß und Schalck-Golodkowski im Mai 1983 auf dem Landsitz des Unternehmers Josef März (1925–1988) im Chiemgau statt.[8] Honecker traf Strauß zwar noch 1983, aber erst im Juli und in dem Gästehaus Jagdschloss Hubertusstock.[9]